# Sci alpino ai XXII Giochi olimpici invernali - Supergigante femminile
Tra le competizioni dello Sci alpino ai XXII Giochi olimpici invernali di Soči 2014 il supergigante femminile si è disputato il 15 febbraio sulla pista Roza Chutor di Krasnaja Poljana. L'austriaca Anna Fenninger ha vinto la medaglia d'oro, la tedesca Maria Riesch quella d'argento e l'austriaca Nicole Hosp quella di bronzo.
Detentrice del titolo di campionessa olimpica uscente era l'austriaca Andrea Fischbacher, che aveva vinto a Vancouver 2010 sul tracciato di Whistler (in Canada) precedendo la slovena Tina Maze (medaglia d'argento) e la statunitense Lindsey Vonn (medaglia di bronzo).

## Risultati
| Pos. | N. | Atleta                      | Nazione       | Tempo   | Distacco |
| ---- | -- | --------------------------- | ------------- | ------- | -------- |
| 1    | 18 | Anna Fenninger              | Austria       | 1:25,52 |          |
| 2    | 22 | Maria Riesch                | Germania      | 1:26,07 | +0,55    |
| 3    | 16 | Nicole Hosp                 | Austria       | 1:26,18 | +0,66    |
| 4    | 20 | Lara Gut                    | Svizzera      | 1:26,25 | +0,73    |
| 5    | 19 | Tina Maze                   | Slovenia      | 1:26,28 | +0,76    |
| 6    | 30 | Fränzi Aufdenblatten        | Svizzera      | 1:26,79 | +1,27    |
| 7    | 9  | Fabienne Suter              | Svizzera      | 1:26,89 | +1,37    |
| 8    | 14 | Julia Mancuso               | Stati Uniti   | 1:27,04 | +1,52    |
| 9    | 15 | Viktoria Rebensburg         | Germania      | 1:27,08 | +1,56    |
| 10   | 10 | Nadia Fanchini              | Italia        | 1:27,20 | +1,68    |
| 11   | 13 | Regina Mader                | Austria       | 1:27,52 | +2,00    |
| 11   | 12 | Verena Stuffer              | Italia        | 1:27,52 | +2,00    |
| 13   | 23 | Ilka Štuhec                 | Slovenia      | 1:27,69 | +2:17    |
| 14   | 24 | Lotte Smiseth Sejersted     | Norvegia      | 1:27,80 | +2,28    |
| 15   | 35 | Edit Miklós                 | Ungheria      | 1:27,87 | +2,35    |
| 16   | 28 | Maruša Ferk                 | Slovenia      | 1:28,19 | +2,67    |
| 17   | 33 | Klára Křížová               | Rep. Ceca     | 1:28,30 | +2,78    |
| 18   | 2  | Leanne Smith                | Stati Uniti   | 1:28,38 | +2,86    |
| 19   | 27 | Ragnhild Mowinckel          | Norvegia      | 1:28,53 | +3,01    |
| 20   | 31 | Marie-Pier Préfontaine      | Canada        | 1:28,67 | +3,15    |
| 21   | 39 | Sara Hector                 | Svezia        | 1:28,71 | +3,19    |
| 22   | 42 | Barbara Kantorová           | Slovacchia    | 1:28,91 | +3,39    |
| 23   | 34 | Chemmy Alcott               | Regno Unito   | 1:29,14 | +3,62    |
| 24   | 32 | Elena Jakovišina            | Russia        | 1:29,38 | +3,86    |
| 25   | 43 | Kateřina Pauláthová         | Rep. Ceca     | 1:30,17 | +4,65    |
| 26   | 40 | Macarena Simari Birkner     | Argentina     | 1:31,10 | +5,58    |
| 27   | 50 | Bohdana Mac'oc'ka           | Ucraina       | 1:31,58 | +6,06    |
| 28   | 47 | Anna Berecz                 | Ungheria      | 1:33,07 | +7,55    |
| 29   | 45 | Helga María Vilhjálmsdóttir | Islanda       | 1:33,42 | +7,90    |
| 30   | 44 | Ania Monica Caill           | Romania       | 1:33,73 | +8,21    |
| 31   | 49 | Agnese Āboltiņa             | Lettonia      | 1:36,10 | +10,58   |
|      | 1  | Carolina Ruiz               | Spagna        | DNF     | DNF      |
|      | 3  | Daniela Merighetti          | Italia        | DNF     | DNF      |
|      | 4  | Jessica Lindell Vikarby     | Svezia        | DNF     | DNF      |
|      | 5  | Marie-Michèle Gagnon        | Canada        | DNF     | DNF      |
|      | 6  | Marie Marchand-Arvier       | Francia       | DNF     | DNF      |
|      | 7  | Laurenne Ross               | Stati Uniti   | DNF     | DNF      |
|      | 8  | Kajsa Kling                 | Svezia        | DNF     | DNF      |
|      | 11 | Dominique Gisin             | Svizzera      | DNF     | DNF      |
|      | 21 | Elisabeth Görgl             | Austria       | DNF     | DNF      |
|      | 25 | Larisa Yurkiw               | Canada        | DNF     | DNF      |
|      | 26 | Francesca Marsaglia         | Italia        | DNF     | DNF      |
|      | 29 | Stacey Cook                 | Stati Uniti   | DNF     | DNF      |
|      | 36 | Marija Bedarëva             | Russia        | DNF     | DNF      |
|      | 37 | Karolina Chrapek            | Polonia       | DNF     | DNF      |
|      | 38 | Greta Small                 | Australia     | DNF     | DNF      |
|      | 41 | Maryna Gąsienica-Daniel     | Polonia       | DNF     | DNF      |
|      | 46 | Maryja Škanava              | Bielorussia   | DNF     | DNF      |
|      | 48 | Kristína Saalová            | Slovacchia    | DNF     | DNF      |
|      | 17 | Tina Weirather              | Liechtenstein | DNS     | DNS      |

Legenda:

DNF = prova non completata

DNS = non partita
Data: sabato 15 febbraio 2014

Ore: 11.00 (UTC+3)

Pista: Roza Chutor

Partenza: 1 580 m s.l.m.

Arrivo: 965 m s.l.m.

Lunghezza: 2 1006 m

Dislivello: 615 m

Tracciatore: Florian Winkler (Austria)